# Рапіра

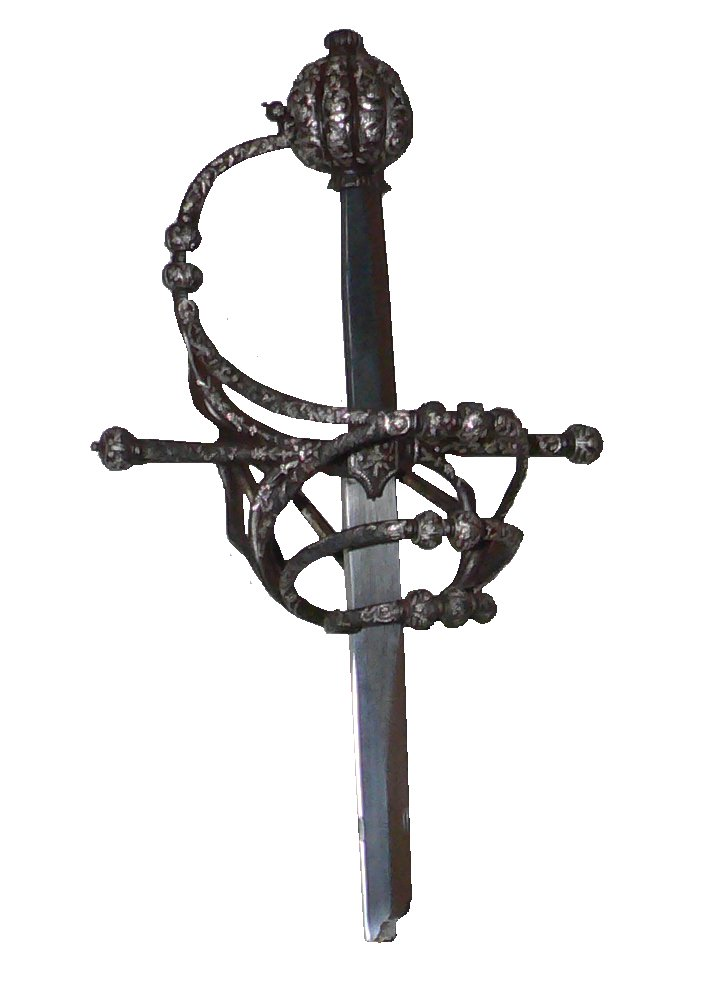
Ефес рапіри

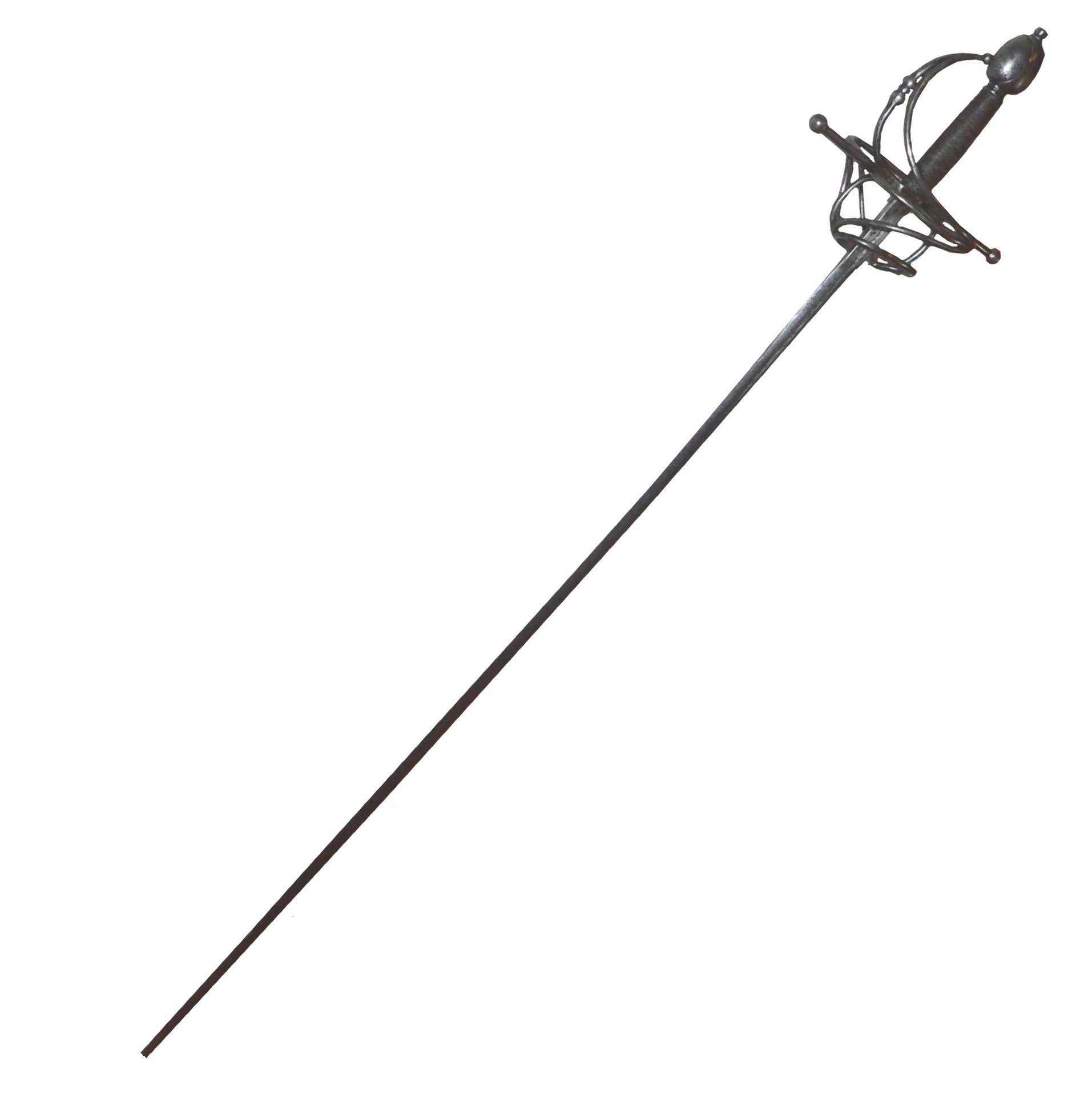
Рапіра

Рапі́ра (нім. Rapier від ісп. espada ropera) — тип клинкової зброї з тонким і гострим двостороннім лезом, який був популярний у Західній Європі як для цивільного використання (дуелі та самооборона), так і для військового використання у XVI і XVII ст.
Важливі джерела фехтування рапірами включають італійську болонську групу, ранні представники якої, такі як Антоніо Манчоліно і Ахілле Мароццо, видавали в 1530-х роках і досягли піку своєї популярності серед письменників початку 1600-х років (Сальватор Фабріс, Рідольфо Капо Ферро). В Іспанії фехтування на рапірах стало відомим під терміном destreza («спритність») у другій половині 16 століття на основі теорії Херонімо Санчеса де Карранса у його праці «De la Filosofía de las Armas y de su Destreza. y la Agression y la Defensa Cristiana» («Філософія зброї та їх спритності, агресії та християнської оборони»), опублікована в 1569 році. Найвідоміший трактат про цю традицію був опублікований французькою мовою Жераром Тібо в 1630 році. Французький меч або придворний меч 18 століття був прямим продовженням цієї традиції фехтування, пристосованого спеціально для дуелі.

## Термінологія
Термін рапіра з'являється як в англійській, так і в німецькій мовах, майже одночасно, у середині 16 століття, для легкого, довгого, звуженого до вістря меча з двома лезами. Це позика з середньофранцузької «espee rapiere», вперше згадується  у 1474 році. Походження рапіри, найімовірніше, іспанське. Її назва є «глузливим» описом іспанського терміна «ropera». Іспанський термін стосується меча, який використовують з одягом («espada ropera», платтяний меч), оскільки його використовують як модний аксесуар до одягу та як зброю для самооборони. Німецька рапіра XVI століття описувалася так, що вважалася «іноземною» зброєю, привезеною з Італії, Іспанії чи Франції. Дю Канж у своєму середньовічно латинському словнику цитує форму «Rapperia» з латинського тексту 1511 року. Він зазначає походження від грец. ραπίζειν — «вдарити». Аделунг у своєму словнику 1798 року наводить подвійне значення німецького дієслова «rappieren» — «вдарити»: «фехтувати рапірами» і «рашпилювати, натерти (зокрема тютюнового листя)». Терміни, які використовували італійські, іспанські та французькі майстри в період розквіту цієї зброї, були просто еквівалентом поняття «меч», тобто spada, espada та épée (espée). Коли потрібно було вказати тип меча, іспанці вживали espada ropera («одежний меч», згаданий у 1468 р.), а італійська використовувала spada da lato «бічний меч» або spada da lato a striscia (сучасною італійською striscia — «смужка» "), іноді також називають Stocco. Іспанська назва була вперше зареєстрована в «las Coplas de la panadera» Хуаном де Меною, написаною приблизно між 1445 і 1450 роками. Клементс (1997) класифікує колючі мечі з поганими різальними властивостями як рапіри, а мечі з гарними колючими та різальними властивостями — як рубальні та колючі мечі.

## Опис
Слово «рапіра» зазвичай означує меч з відносно довгим клинком, який характеризується захисною рукояткою, яка сконструйована для захисту руки, що користується мечем. Деякі історичні зразки рапір також мають широке лезо, встановлене на типовій рукоятці рапір. Термін рапіра може ввести в оману, оскільки цю гібридну зброю можна віднести до категорії широкого меча. Хоча лезо рапіри може бути достатньо широким, щоб до певної міри різати (але не наближається до ширших мечів, які використовували у середньовіччі, як-от довгий меч), воно призначене для виконання швидких та спритних ударів. Лезо можна було заточити по всій довжині або заточити лише від центру до кінчика (як описано Капоферро). Паллавічіні, майстер рапір у 1670 році, наполегливо виступав за використання зброї з двома ріжучими краями. Типовий приклад буде важити 1 кілограм (2,2 фунта) і мати відносно довге і тонке лезо завширшки 2,5 сантиметра (0,98 дюйма) або менше, 104 сантиметри (41 дюйм) або більше в довжину і закінчуватись загостреним кінчиком. Довжина клинка багатьох історичних зразків, зокрема італійських рапір початку 17 століття, значно перевищує 115 см (45 дюймів) і навіть може досягати 130 см (51 дюйм). Термін рапіра загалом означує колючий меч з лезом довшим і тоншим, ніж у так званого бокового меча, але набагато важчий, ніж малий меч, легша зброя, яка з'явилася у 18 столітті та пізніше, але точна форма леза й рукояти часто залежить від того, хто й коли пише. Це може посилатися на ранніший Spada da lato і подібну espada ropera, через період високої рапіри 17 століття через малий меч і дуельні мечі; таким чином, контекст важливий для розуміння того, що означає це слово. (Термін боковий меч, який використовують деякі сучасні історичні реконструктори бойових мистецтв, є перекладом італ. spada da lato — термін, який придумали італійські музейні куратори, — і стосується не тонкої, довгої рапіри, а лише італійського меча початку 16-го століття з ширшим і коротшим лезом, який вважають і його предком, і сучасником.)

## Частини меча

### Ефес
Рапіри часто мають складні, розмашисті гарди, призначені для захисту руки, що володіє мечем. Кільця висуваються вперед від хрестовини. У деяких пізніших зразках кільця покриті металевими пластинами, які в кінцевому підсумку еволюціонували в гарди багатьох пізніших рапір. До 1600-х років майже не було зразків, які б показували пластини, що покривали кільця. Багато рукоятей включають кулачок, що тягнеться вниз від хрестовини, що захищає рукоятку, яка зазвичай була дерев'яною, обмотаною шнуром, шкірою або дротом. Велике навершя (часто прикрашене) закріплює рукоятку зброї та забезпечує певну вагу, щоб збалансувати довге лезо.

### Клинок
Різні майстри рапір розділяли лезо на дві, три, чотири, п'ять і навіть дев'ять частин. Сильна частина клинка — це частина клинка, найближча до рукоятки; у випадках, коли майстер ділить лезо на парну кількість частин, це перша половина клинка. Дебола, або слабка частина, — це частина леза, яка містить вістря, і є другою половиною клинка, коли меч розділений на парну кількість частин. Однак деякі майстри рапір ділили лезо на три частини (або навіть кратні трьом), і в цьому випадку центральну третину клинка, між форте і деболою, часто називали медіо, меццо або терцо. Інші використовували чотири дивізії (Фабріс) або навіть 12 (Тібо). Рікасо — це задня частина леза, зазвичай незаточена. Він простягається вперед від хрестовини або квіліона, а потім поступово інтегрується в тоншу й гострішу частину леза.

### Загальна довжина
Історичні розбіжності щодо того, наскільки довгою має бути ідеальна рапіра, були, і деякі майстри, наприклад Тібо, ганьбили тих, хто рекомендував довші леза. Рекомендована довжина Тібо була такою, щоб хрест меча був на рівні пупка, коли фехтувальник стояв природним чином з вістрям, що спирається на землю.

## Допоміжна зброя
Рапіри — це одноручна зброя, і їх часто використовували зі щитками, кинджалами, плащами і навіть другим мечем для захисту. Баклер — невеликий круглий щит, який також використовували з іншими клинками, наприклад, з мечем. У трактаті  «Gran Simulacro» Капо Ферро описано, як використовувати зброю з ротеллою, яка є значно більшим щитом у порівнянні з баклером. Однак, використання рапіри з кинджалом для парування є найпоширенішою практикою, і вона, можливо, вважається найбільш підходящою та ефективною супутньою зброєю для рапіри. Незважаючи на те, що тонке лезо рапіри дає змогу користувачеві почати швидку атаку на досить великій відстані між користувачем і супротивником, а захисна рукоять може відхилити лезо противника, коли він або вона також використовує рапіру, зброя, орієнтована на удар, послаблюється його забитою ріжучою силою та відносно низькою маневреністю на ближчій дистанції, коли супротивник благополучно обійшов дистанцію небезпеки рапіри. Через недостатню потужність ударів та маневреність у цій ситуації, коли супротивник проходить точку небезпеки, цей сценарій залишає можливість противнику атакувати користувача. Тому, якщо користувач має намір використовувати рапіру оптимальним чином, потрібно забезпечити певний захист на близькій відстані, особливо коли супротивник використовує меч, орієнтований на рублячі удари, як шабля або палаш. Кинджал для парування не тільки дає змогу користувачам захищатися у випадках, коли рапіра вже не дуже добре захищає користувача, але й дозволяє їм атакувати на такій близькій відстані.

## Історія
Рапіра XVI ст. була цивільною зброєю для самооборони і для поєдинку, тоді як попередні види зброї однаково використовували на полі бою. Протягом XVI століття розроблялися різноманітні нові, одноручні цивільні зброї. 1570 року італійський майстер Рокко Бонетті вперше оселився в Англії, пропагуючи використання рапіри для удару, а не рубання під час поєдинку, розроблений до 1600 року в результаті геометричних теорій таких майстрів, як Камілло Агріппа, Рідольфо Капоферро і Вінченціо Савіоло. Рапіра стала надзвичайно модною по всій Європі серед заможніших класів, але не обійшлася без недоброзичливців. Деякі люди, як-от Джордж Сільвер, не схвалювали його технічний потенціал і дуельне використання, для якого він був використаний.
Завдяки швидкому реагуванню та великому радіусу дії рапіра добре підходила для цивільного бою в XVI—XVII століттях. Оскільки ріжучі та колючі мечі у військовому стилі продовжували розвиватися, щоб задовольнити потреби на полі бою, так і рапіра продовжувала розвиватися, щоб задовольнити потреби цивільного бою та прикрас, зрештою став легшим, коротшим і менш громіздким у носінні. Саме тоді рапіра почала поступатися місцем самому colichemarde, яке пізніше замінено маленьким мечем, який пізніше був замінений шпагою. Показово, що були деякі «військові рапіри», які мають відносно широке лезо, встановлене на типовій рукоятці рапіри в цю епоху. Ці гібридні мечі використовували у війську або навіть на полі бою. У Густава II Адольфа був меч, який використовувався під час Тридцятилітньої війни і який є типовим прикладом «військової рапіри». До 1715 року у більшій частині Європи рапіру значною мірою витіснив легший малий меч, хоча першу й продовжували використовувати, про що свідчать трактати Дональда Макбейна (1728), П. Дж. Жирара (1736) та Доменіко Анджело (1787). Рапіру й сьогодні використовують офіцери швейцарської гвардії папи.

## Історичні школи рапірного фехтування

### Італія
1. ) Дарді Ахілле Мароццо «Opera Nova Chiamata Duello, O Vero Fiore dell'Armi de Singulari Abattimenti Offensivi, & Diffensivi» (1536)
2. ) Анджело Віджані дал Монтоне «Trattato dello Schermo» (1575)
3. ) Анонімо Болоньєзе «L'Arte della Spada» (початок або середина 16 століття)[6]
4. ) Антоніо Манчоліно «Opera Nova per Imparare a Combattere і Schermire d'ogni sorte Armi» (1531)
5. ) Бонді ді Мазо «La Spada Maestra» (1696)
6. ) Камілло Агріппа «Trattato di Scientia d'Arme con un Dialogo di Filosofia» (1553)
7. ) Франческо Альф'єрі «La Scherma di Francesco Alfieri» (1640)
8. ) Франческо Антоніо Марчеллі «Regole della Scherma» (1686)
9. )Джакомо ді Грассі «Ragion di Adoprar Sicuramente l'Arme si da Offesa, come da Difesa» (1570)
10. ) Джованні далл'Агоккі «Dell'Arte di Scrimia» (1572)
11. ) Марко Доччоліні «Trattato in Materia di Scherma» (1601)
12. ) Ніколетто Гіганті «Scola overo Teatro» (1606)
13. ) Сальватор Фабріс «De lo Schermo ovvero Scienza d'Armi» (1606)

### Іспанія
1. ) Дестреза Жирар Тібо «Academie de l'Espee, ou se demonstrant par Reigles mathematiques, sur le fondement Cercle Mysterieux» (1630)
2. ) Херонімо Санчес де Карранса «De la Filosofía de las Armas» (1569)
3. ) Луїс Пачеко де Нарваес «Libro de las Grandezas de la Espada» (1599)

### Франція
1. ) Андре Десборд «Discours de la théorie et de la practice de l'excellence des armes» (1610)
2. ) Шарль Беснар «Le maistre d'arme Liberal» (1653)
3. ) Франсуа Дансі «Discours des armes et methode pour bien tirer de l'espée et poignard (бл.1610) та L'Espee de combat» (1623)

### Англія
1. ) Джозеф Світнем «Школа благородної та гідної науки оборони» (1617)

### Німеччина
1. ) Якоб Сутор «Künstliches Fechtbuch» (1612)
2. ) Йоахім Мейєр «Докладні описи вільного лицарського та благородного мистецтва фехтування» (1570)
3. ) Паулюс Гектор Мейр «Opus Amplissimum de Arte Athletica» (1542)

### Традиція класичного фехтування
Класичні школи фехтування стверджують, що успадкували аспекти форм рапір у своїх системах. 1885 року вчений з фехтування Егертон Касл писав: «безсумнівно, що французьку систему фехтування можна простежити за своїм походженням від стародавнього італійського фехтування; сучасна італійська школа, безперечно, походить безперервно з того самого джерела.» Далі Касл зазначив, що «італійці зберегли форму рапіри з чашкою, па-дане та кільонами, але з тонким чотирикутним лезом».